# Lasioglossum patongense
Lasioglossum patongense är en biart som först beskrevs av Rayment 1948.  Lasioglossum patongense ingår i släktet smalbin, och familjen vägbin. Inga underarter finns listade i Catalogue of Life.